# Andartis

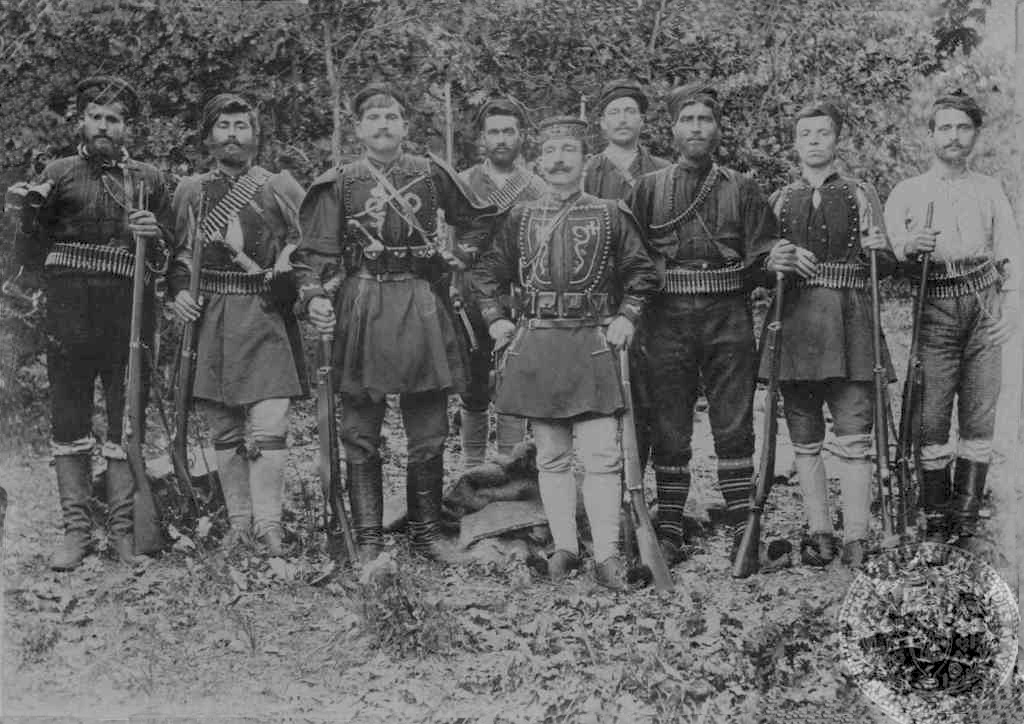
Die Gruppe des Andarten Kapitän Vardas (um 1906)

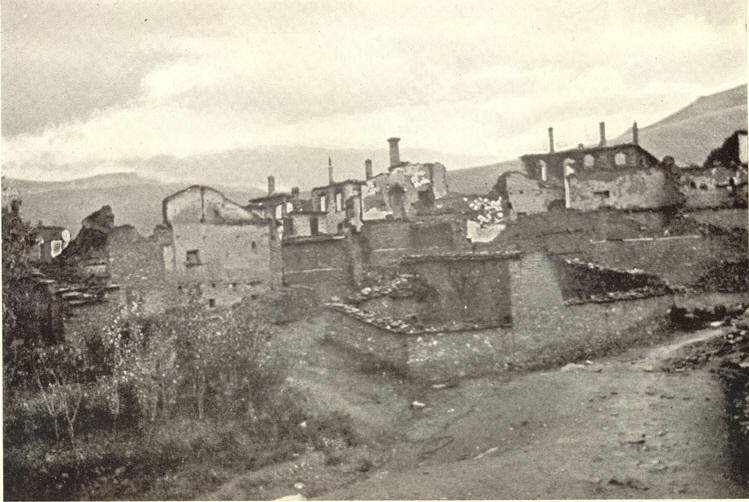
Die Ruinen von Sagoritschani nach dem Andartenangriff 1905

Andartis, Plural Andarten, (griechisch Αντάρτης) ist die griechische Bezeichnung für einen Partisanen. Sie entstanden in Verbindung mit dem griechischen Kampf um Makedonien (griechisch Μακεδονικός αγώνας) im 19. Jahrhundert.

## Andarten im 19. Jahrhundert
Als Gründer der andartischen Bewegung wird der griechische Metropolit von Kastoria, Germanos Karavangelis, angesehen, der die Interessen der griechischen Bevölkerung im osmanisch besetzten Makedonien und des griechisch geprägten ökumenischen Patriarchats von Konstantinopel vertrat. Er vertrat diese Interessen im Sinne der „Großen Idee“ (Befreiung aller griechischen Siedlungen im zerfallenden Osmanischen Reich) und gegen die Interessen der türkischen Großgrundbesitzer insbesondere in Makedonien aber auch gegen die Interessen Bulgariens und des Bulgarischen Exarchats in der Region.

## Andarten im Zweiten Weltkrieg
Andarten kämpften im Zweiten Weltkrieg gegen die deutsche Besatzung. Die wichtigsten Partisanengruppen waren die ELAS und die EDES auf dem Festland und verschiedene in der EOK zusammengeschlossene Gruppen auf Kreta.
Die deutschen Besatzer gingen mit äußerster Brutalität gegen die Andarten und die gesamte Bevölkerung vor. Viele Dörfer wurden vollkommen zerstört und deren Bewohner zumeist ermordet. Die Zerstörung der Dörfer Kandanos, Distomo, Kalavryta, Viannos und Anogia seien hier nur beispielhaft erwähnt. Solche „Strafaktionen“ der deutschen Besatzungstruppen sollten die Bevölkerung einschüchtern und deutlich machen, dass im Rahmen der Partisanenbekämpfung alle Zivilisten als mögliche Widerstandskämpfer betrachtet wurden.

## Skulptur

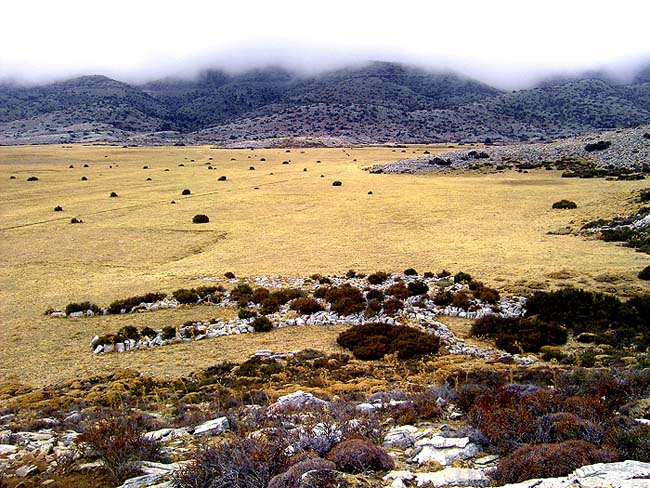
Andartis – Monument für den Frieden von Karina Raeck

Andartis – Monument für den Frieden ist der Name einer Landschaftsskulptur, die als Mahnung zum Frieden am 23. Juni 1991 auf der Nida-Hochebene (Kreta) an der Nordseite des Psiloritis eingeweiht wurde. Die Zerstörung des Dorfes Anogia am 13. August 1944 durch deutsche Truppen war der äußere Anlass zur Errichtung des Denkmals an dieser Stelle.
Das Monument für den Frieden wurde von der Berliner Künstlerin Karina Raeck geschaffen und ist 32 Meter lang sowie 9 Meter breit. Etwa 5.000 Natursteine wurden so auf den Boden gelegt, dass sie das Abbild eines beflügelten Andartis (Partisan) in die Landschaft zeichnen. Während der Zeit der Besetzung hatten die Bewohner die Steine auf der Ebene verteilt, um das Landen von deutschen Flugzeugen zu verhindern. In Erinnerung daran half die Bevölkerung der Künstlerin bei der Umsetzung der Idee eines Monuments.